# Hedda Strand Gardsjord
Hedda Strand Gardsjord (* 28. Juni 1982 in Bærum) ist eine ehemalige norwegische Fußballspielerin, die ausschließlich für Røa IL in der Toppserien, der höchsten Spielklasse im norwegischen Frauenfußball gespielt hat, sowie von 2017 bis 2019 für die Zweitvertretung. Als Nationalspielerin hat sie 33 Länderspiele bestritten.

## Karriere

### Vereine
Gardsjord begann für die in ihrem Geburtsort ansässige Bærums Verk IF mit dem Fußballspielen. Im weiteren Verlauf war sie für die Jugendfußballabteilung des IL Jutul aktiv. Im Alter von 19 Jahren bestritt sie für den Erstligisten Røa IL in der Spielzeit 2001 ihre ersten fünf Punktspiele im Seniorinnenbereich. Ihr Debüt gab sie als Einwechselspielerin am 21. April 2001 bei der 1:4-Niederlage im Heimspiel gegen Trondheims-Ørn SK. In der Folgespielzeit kam sie vom 20. April bis zum 22. Juni 2002 in sieben Punktspielen zum Einsatz, bevor sie sich in die Vereinigten Staaten zwecks Aufnahme eines Studiums, begab. An der Virginia Commonwealth University in Richmond wurde sie in das Sport-Team Rams aufgenommen, für die sie in der Atlantic 10 Conference innerhalb der NCAA Division I in 85 Meisterschaftsspielen zum Einsatz kam und sieben Tore erzielte, was die wenigen Punktspiele parallel in der heimischen Liga von insgesamt 14 erklärt. Ab der Spielzeit 2007 (mit Ausnahme der Spielzeit 2009) waren ihre Punktspiele stets zweistellig. Ihr erstes von acht Toren erzielte sie am 20. April 2002 beim 3:1-Sieg im Heimspiel gegen Team Strømmen FK mit dem Treffer zur 1:0-Führung in der 23. Minute. Während ihrer Vereinszugehörigkeit gewann sie mit ihrer Mannschaft je fünfmal die Meisterschaft und den nationalen Vereinspokal, wobei am Ende der Spielzeit 2004, 2008 und 2009 das Double gelang.
Im Mai 2022 trat sie in zwei Punktspielen für die in der 3. Division spielende Zweitvertretung der Storhamar Idrettslag in Erscheinung.

### Nationalmannschaft
Gardsjord bestritt in einem Zeitraum von sieben Jahren 33 Länderspiele für die A-Nationalmannschaft. Ihr Debüt als Nationalspielerin gab sie am 31. Januar 2009 in Marbella bei der 1:5-Niederlage gegen die Nationalmannschaft Schwedens im Alter von 27 Jahren. Danach bestritt sie das erste und zweite Spiel der Gruppe B im Turnier um den Algarve-Cup 2009 gegen die Nationalmannschaften Islands (1:3) und den Vereinigten Staaten (0:1) sowie das in Freundschaft ausgetragene und mit 0:3 verlorene Länderspiel gegen die Nationalmannschaft Englands am 23. April 2009 in Shrewsbury. Im selben Jahr nahm sie mit der Nationalmannschaft auch an der vom 23. August bis 10. September in Finnland ausgetragenen Europameisterschaft teil; bestritt in dem am 7. September in Helsinki mit 1:3 gegen den späteren Europameister Deutschland verlorenem Halbfinale ihr einziges Turnierspiel. In den Jahren 2010 und 2011 bestritt sie mit zwölf und zehn Länderspielen ihre meisten, darunter die beiden am 11. und 15. November 2010 ausgetragenen Playoff-Spiele der 1. Runde für die Weltmeisterschaft 2011 gegen die Nationalmannschaft der Ukraine und vier Turnierspiele um den Algarve-Cup 2011. Sie gehörte dem Kader für die WM 2011 in Deutschland an. Sie bestritt das erste und dritte Spiel der Gruppe D und schied mit ihrer Mannschaft vorzeitig aus dem Turnier aus.
Zum Abschluss des Jahres 2011 wurde sie im ersten, zweiten und vierten Spiel der EM-Qualifikationsgruppe 3 eingesetzt. Erst im September 2014 kam sie in den beiden letzten Spielen der WM-Qualifikationsgruppe 5, in denen das direkte WM-Ticket gesichert werden konnte, wieder zum Einsatz. Auch in den letzten beiden Testspielen im Jahr 2014 und im ersten im Jahr 2015 wurde sie eingesetzt. Ihr letztes Länderspiel bestritt sie am 11. März 2015 im Spiel um Platz 5 im Turnier um den Algarve-Cup, das mit 5:2 gegen die Nationalmannschaft Dänemarks in Albufeira gewonnen wurde.

## Erfolge
- Norwegischer Meister 2004, 2007, 2008, 2009, 2011
- Norwegischer Pokal-Sieger 2004, 2006, 2008, 2009, 2010[6]